# USS Tingey (DD-539)
Pour les autres navires du même nom, voir USS Tingey.
Le USS Tingey (DD-539) est un destroyer de la classe Fletcher en service dans la Marine des États-Unis pendant la Seconde Guerre mondiale. Il a été nommé en l'honneur du Commodore Thomas Tingey (1750–1829), qui a servi avec distinction pendant la quasi-guerre, un conflit larvé entre la France (Première République) et les États-Unis, correspondant à une véritable guerre navale, bien que non-déclarée.

## Construction
Sa quille est posée le 22 octobre 1942 au chantier naval Union Iron Works (Bethlehem Shipbuilding Corporation) de San Francisco, dans l'état de Californie. Il est lancé le 28 mai 1943; parrainé par Mme Garry Owen; et mis en service le 25 novembre 1943, le Commander John O. Miner aux commandes.

## Historique

### Seconde Guerre mondiale
Après une mise au point au large de la côte ouest, le Tingey quitte San Francisco pour le théâtre du Pacifique le 2 février 1944. Le destroyer participe à des exercices depuis Pearl Harbor en février et mars avant de contrôler un convoi en route vers les Marshall au début du mois d'avril. Le 13 avril, il sort de Majuro pour rejoindre la Fast Carrier Task Force du contre-amiral Marc A. Mitscher (alors désignée Task Force 58 (TF 58)). Plus tard dans le mois, alors qu'il soutient les frappes des porte-avions sur Eton et Dublon dans les îles Truk, le Tingey subit des pertes lors d'un engagement avec l'aviation japonaise.
Le Tingey poursuit sa mission en tant que membre de l'écran de protection constitué de destroyers de la 7e division de cuirassés (Battleship Division 7). Le 1er mai, le Tingey participe au bombardement de Tumu Point afin d'éliminer le site en tant que base aérienne et sous-marine japonaise. Le 29 avril, le Tingey continue de servir d'écran de protection à la force opérationnelle pendant qu'une de ses unités de croiseurs bombarde l'île de Satawan.
Le 15 mai, le Tingey quitte Majuro en compagnie du groupe de porte-avions de l'amiral Alfred E. Montgomery et met le cap sur les îles Marcus et Wake. Début juin, il fait partie de la Task Force 58 (TF 58) et se dirige vers la mer des Philippines. Au cours de la semaine suivante, il opère à proximité de Saipan et de Tinian et participe à la bataille de la mer des Philippines. Les porte-avions du groupe ont lancé frappes après frappes contre Guam et Rota et ont décimé les attaques massives d'avions ennemis lancées par l'amiral japonais Jisaburo Ozawa lors de la bataille du 19 juin, connue plus tard sous le nom de "Great Marianas Turkey Shoot" (le grand tir à la carabine des Mariannes). Toujours en juin, le Tingey accompagne le groupe lors des frappes aériennes sur l'île de Pagan.
Le dernier jour de juin, le Tingey quitta Eniwetok avec le groupe opérationnel de porte-avions de l'amiral Ralph E. Davison pour effectuer des frappes aériennes dans les Bonins. Il rejoint ensuite la 5e flotte (5th Fleet) au large de Saipan pour soutenir les forces d'invasion dans les Mariannes. Le 21 juillet, les porte-avions lancent 10 frappes en soutien à l'assaut de Guam. Après s'être réapprovisionné à Saipan, le Tingey met le cap sur le nord des Palaos où il soutient les balayages et les frappes aériennes des porte-avions. Il a ensuite assumé des fonctions de filtrage pour le groupe opérationnel de porte-avions de l'amiral Gerald F. Bogan, qui a mené des frappes sur les concentrations ennemies à Guam.
Après s'être amarré à Eniwetok pour des travaux d'entretien et d'inspection, le Tingey a repris ses fonctions à la fin du mois d'août. Au cours des deux premières semaines de septembre, il appuya les frappes des porte-avions sur Leyte, Bulan et Samar, avant de se rendre à Luçon. Là, le destroyer subit les attaques nocturnes de l'ennemi tout en soutenant les frappes des porte-avions sur les Philippines. Après avoir été ravitaillé au port de Tanapag, le Tingey a fait route vers Ulithi où il a effectué des patrouilles anti-sous-marines.
En octobre, le Tingey poursuivit ses opérations avec la force de porte-avions rapides de Mitscher. Les 17 et 18 octobre, il appuya les frappes sur l'île de Visayas et, le 24 octobre, les porte-avions lancèrent des frappes dans la bataille de la mer de Sibuyan. Au large du détroit de San-Bernardino, dans la nuit du 25 au 26 octobre, le Tingey se joint aux cuirassés et aux croiseurs du groupe d'intervention pour couler le destroyer japonais Nowaki. Ce navire malheureux était un traînard de la force centrale de l'amiral Takeo Kurita qui s'était retirée de la bataille de Samar. Après cet engagement, le Tingey se dirige vers le nord pour frapper la baie de Manille, puis revient au cours de la première semaine de novembre pour des frappes supplémentaires sur Luçon et Bicol.
Quittant Ulithi le 14 novembre, le Tingey fait route vers les Philippines. En route, il résiste à un typhon qui engloutit trois destroyers le 18 décembre. Après une recherche infructueuse de survivants, le groupe de porte-avions annule les frappes prévues sur Luçon en raison du mauvais temps et de la mer agitée et retourne à Ulithi.
Le 30 décembre 1944, le groupe de travail effectue des frappes sur Formose et Luçon. En janvier 1945, le Tingey se rend en mer de Chine méridionale pour frapper l'Indochine française et Hong Kong avant de retourner à Ulithi. En février, il participe aux frappes de l'opération Jamboree sur la baie de Tokyo et subit les attaques aériennes de l'ennemi alors qu'il effectue des missions d'inspection à l'appui du débarquement d'Iwo Jima. En mars, il accompagne les porte-avions qui frappent Kyūshū et Okinawa. Lorsque l'aviation ennemie bombarde le porte-avions USS Franklin (CV-13) le 19, provoquant un incendie et des dégâts considérables, le Tingey sauve les survivants et escorte le navire endommagé jusqu'à Ulithi.
En avril et en mai, l'activité aérienne ennemie est fréquente alors que le Tingey surveille les porte-avions qui apportent un soutien aérien direct aux troupes au sol sur Okinawa. Le Tingey a effectué trois assistances, a endommagé un avion japonais et a sauvé des aviateurs abattus des porte-avions USS Essex (CV-9) et USS Bunker Hill (CV-17). Sous les attaques aériennes constantes de l'ennemi, le Tingey poursuivit ses tâches au large d'Okinawa en mai, effectuant un rapide déplacement au nord de Kyūshū le 13 mai pour des frappes aériennes. Le Tingey passa la majeure partie du mois de juin à effectuer des travaux d'entretien aux Philippines avant d'appareiller pour San Francisco. Le 9 juillet, il arrive au chantier naval de Mare Island (Mare Island Naval Shipyard) où il restera jusqu'à la fin de la guerre. 
Le Tingey a été désarmé en mars 1946.

### Guerre de Corée

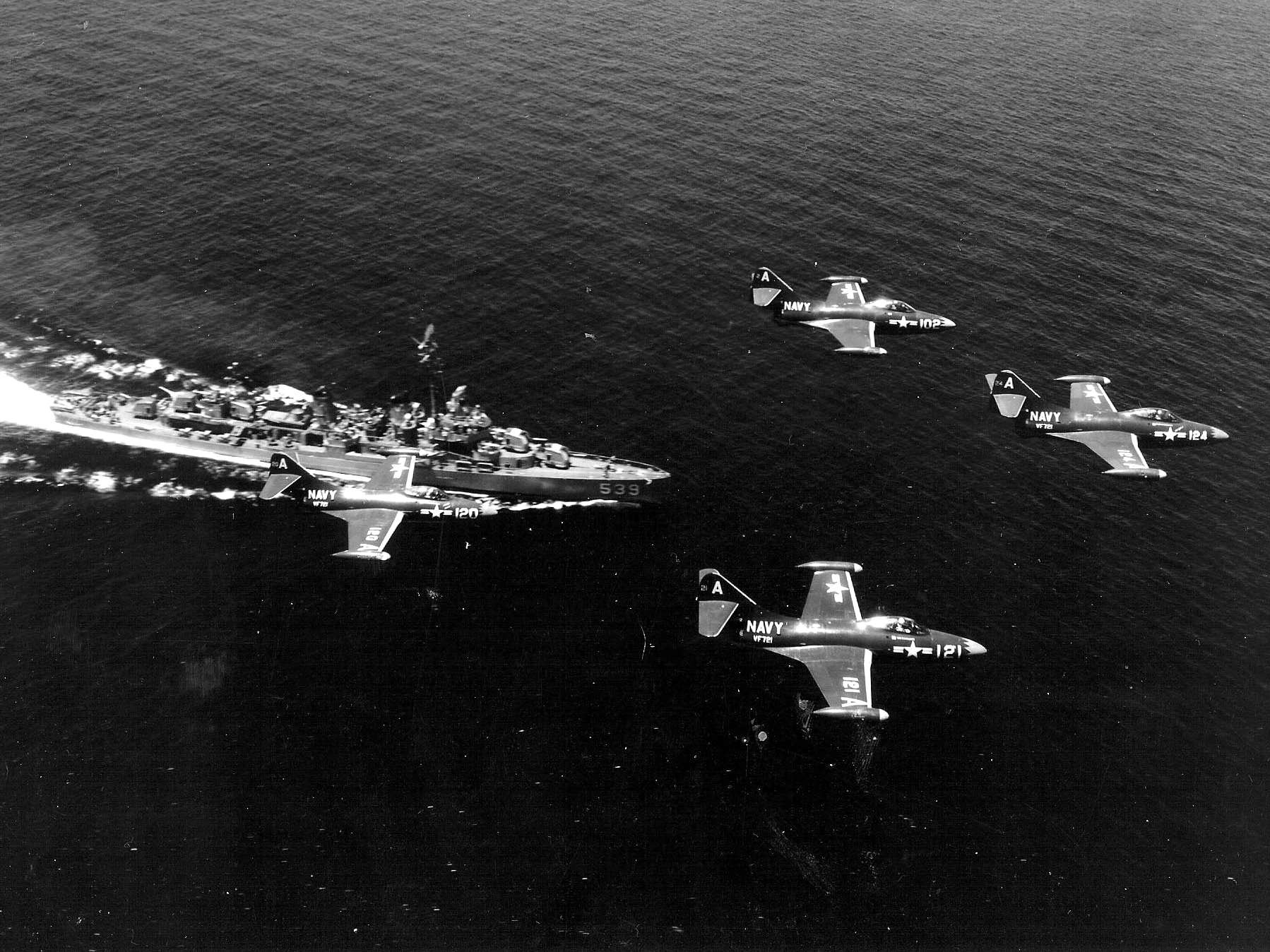
Des Grumman
F9F-2Bs Panther survolant le Tingey au large de la Corée, en 1951

Le déclenchement de la guerre de Corée a conduit à la remise en service du Tingey le 27 janvier 1951. Après deux mois d'opérations à partir de San Diego, il participe rapidement aux efforts américains dans la guerre de Corée. Après une brève période à Pearl Harbor en mai, le Tingey fait route vers la Corée en passant par Sasebo et Yokosuka. D'août à décembre 1951, il opère au large de Wonsan, sur la côte est de la Corée, fournissant un appui-feu aux troupes terrestres des Nations unies, menant des patrouilles anti-mines et de bombardement côtier au large de Hungnam, et détruisant de nombreuses cibles ennemies. En décembre, le Tingey a apporté son soutien à des raids de commandos de la République de Corée avant de repartir pour Yokosuka le 4 décembre.
Le Tingey passe les six premiers mois de 1952 à San Diego, puis le 11 juillet, il fait route vers la Corée en passant par Midway et Pearl Harbor. Le 13 août, le Tingey est de nouveau au large de la côte est de la Corée, fournissant un appui-feu aux forces de la République de Corée à terre. Il effectue également des recherches anti-sous-marines et des patrouilles de nuit entre Nan Do et la péninsule coréenne. Au cours de cette période de six mois au large de la Corée, le Tingey a mené à bien des missions de tir sur les troupes ennemies, les voies ferrées et les positions de canons et de mortiers. Il quitte la Corée le 26 janvier 1953 et arrive à San Diego le 16 février.
À la mi-août, il repart pour WestPac et arrive au large de la Corée le 10 novembre 1953. Pendant cette période, le Tingey opère à partir de Sasebo, au Japon, effectue des missions au large des côtes est et ouest de la Corée et visite Taïwan et les Philippines avant de retourner à San Diego en avril 1954.

### 1954 - 1963
Le Tingey quitte à nouveau San Diego le 16 novembre 1954 pour des opérations en mer de Chine orientale et en mer du Japon. Au cours de cette tournée, il sillonne les eaux du détroit de Taïwan pour protéger Taïwan contre les invasions et assure également la surveillance de la navigation. Le Tingey forme le personnel nationaliste chinois et visite Bangkok et Manille avant de mettre le cap sur Hong Kong le 27 janvier. Entre janvier et avril, il opère au large de Taïwan, de la Corée et d'Okinawa, puis fait route en mai vers San Diego. 
Au cours des trois années suivantes, le Tingey effectue d'autres missions en Extrême-Orient. De retour de WestPac en 1957, il opère à partir de San Diego en tant que navire d'entraînement de la réserve navale jusqu'en 1962, date à laquelle les exercices de l'Organisation du traité de l'Asie du Sud-Est (Southeast Asia Treaty Organization - SEATO) l'envoient à nouveau en Extrême-Orient. Après avoir terminé ces exercices, il est retourné à San Diego pour reprendre les croisières d'entraînement de réserve.

### Son destin
Le 1er août 1963, le Tingey entre en collision avec le destroyer d'escorte USS Vammen (DE-644) au large de la Californie du Sud. Le Tingey ne subit aucune perte et retourne à San Diego malgré de graves inondations et dommages. Il est désarmé le 30 novembre 1963 et son nom est rayé de la liste des navires de guerre (Naval Vessel Register) le 1er novembre 1965. Il a été coulé comme navire-cible au large de San Francisco en mai 1966.
Avant de couler, la section avant du Tingey a été enlevée et greffée sur le USS Brinkley Bass (DD-887), d'une autre classe de destroyer, qui a perdu sa proue lors d'une collision avec le destroyer USS Waddell (DDG-24).

## Décorations
Le Tingey a reçu 8 étoiles de combat (battle stars) pour son service pendant la Seconde Guerre mondiale et 5 étoiles de combat pendant la guerre de Corée.

## Source
- (en) Cet article est partiellement ou en totalité issu de l’article de Wikipédia en anglais intitulé « USS Tingey (539) » (voir la liste des auteurs).